# Communauté de communes du Pays de Nexon
Die Communauté de communes du Pays de Nexon ist ein ehemaliger französischer Gemeindeverband mit der Rechtsform einer Communauté de communes im Département Haute-Vienne in der Region Nouvelle-Aquitaine. Sie wurde am 31. Dezember 1993 gegründet und umfasste acht Gemeinden. Der Verwaltungssitz befand sich im Ort Nexon.

## Historische Entwicklung
Mit Wirkung vom 1. Januar 2017 fusionierte der Gemeindeverband mit der Communauté de communes des Monts de Châlus und bildete so die Nachfolgeorganisation Communauté de communes Pays de Nexon-Monts de Châlus.

## Ehemalige Mitgliedsgemeinden
1. Janailhac
2. Meilhac
3. Nexon
4. Rilhac-Lastours
5. Saint-Hilaire-les-Places
6. Saint-Jean-Ligoure
7. Saint-Maurice-les-Brousses
8. Saint-Priest-Ligoure